# Mallota cimbiciformis
Mallota cimbiciformis là một loài ruồi trong họ Ruồi giả ong (Syrphidae). Loài này được Fallén mô tả khoa học đầu tiên năm 1817. Mallota cimbiciformis phân bố ở vùng Cổ Bắc giới